# Bullatosauria
De Bullatosauria is de naam voor een klade van de dinosauriërs die door de paleontoloog Thomas Richard Holtz werd gedefinieerd in 1994, maar die later door hem als irrelevant werd beschouwd.
In 1994 kwam Holtz in  een kladistische analyse tot de conclusie dat de Troodontidae en de Ornithomimosauria zustergroepen waren en definieerde een klade die beide kon omvatten: de groep bestaande uit de laatste gemeenschappelijke voorouder van Troodon en Ornithomimus en al zijn afstammelingen. Holtzs hypothese zou betekenen dat Deinonychosauria een irrelevant concept was dat uitging van de foute gedachte dat Troodontidae een zustergroep vormden van de Dromaeosauridae. De klade was genoemd naar in een bulla opbollende schedelbotjes, van het onderste wiggenbeen, die beide groepen gemeen hadden.
Al in 1999 kwam Holtz zelf tot de conclusie dat zijn hypothese onjuist was en dat juist zijn eigen Bullatosauria overbodig was want overeenkomend met Maniraptoriformes: de Troodontidae en Ornithomimosauria waren géén zustergroepen.